# 右田ヶ岳城
右田ヶ岳城（みぎたがたけじょう）は、周防国佐波郡右田（山口県防府市）にあった日本の城（山城）。

## 概要

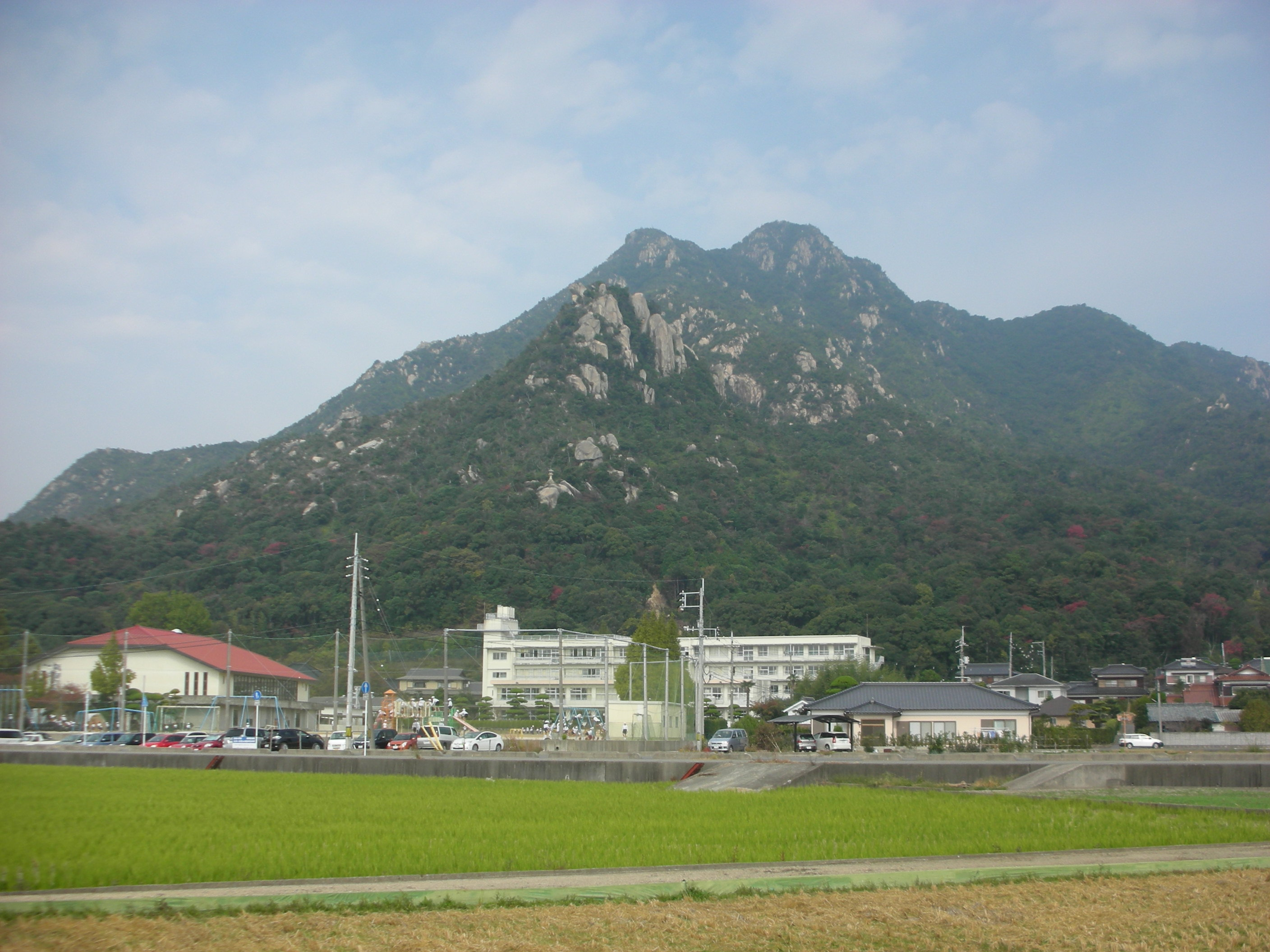
右田ヶ岳

右田ヶ岳の山頂に築城されており、頂上は東・中・西の3つに分かれている城。西部に本丸があり、その東下に二の丸がある。大内氏の本拠・山口防衛の要衝であり、急峻な右田ヶ岳により天然の要害となっていた。

## 沿革
鎌倉時代末期に、大内氏の庶流・右田氏が築城し、代々在城した。
天文24年（1555年）に、陶晴賢が厳島の戦いで討死し、同年より毛利氏が周防・長門国への侵攻を開始した（防長経略）。その際に城主であった右田隆量は、野田長房と共に籠城したが、毛利元就の勧告に従い降伏して、毛利氏に仕えた。
後に毛利氏家臣の南方就正が城番として入城し、永禄12年（1569年）の大内輝弘の山口乱入（大内輝弘の乱）では、就正がこの城より出撃し、輝弘を撃退した。
その後の歴史は不明だが、江戸時代初期には廃城となっていた。